# Niari
Le département du Niari (s’écrit également Niadi ,) est l'un des 12 départements de la république du Congo, situé dans l'ouest du pays. Le chef-lieu du département est Dolisie.

## Géographie
Il est limitrophe avec les départements du Kouilou, de la Bouenza et de la Lékoumou, ainsi qu'avec la république du Gabon et la république démocratique du Congo.
| Ngounié        | Ogooué-Lolo   | Haut-Ogooué |
| Nyanga Kouilou | Niari         | Lékoumou    |
| Cabinda        | Kongo Central | Bouenza     |

## Districts
- Banda
- Divénié
- Kibangou
- Kimongo
- Londéla-Kayes
- Louvakou
- Mbinda
- Moungoundou Nord
- Moungoundou Sud
- Moutamba
- Mayoko
- Nianga
- Yaya

## Communes
- Dolisie
- Mossendjo